# Regió econòmica del Volga

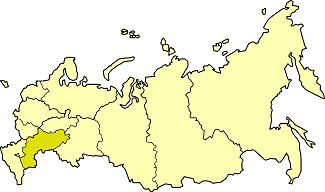
Regió econòmica del Volga al mapa de Rússia.

La regió econòmica del Volga (en rus: Пово́лжский экономи́ческий райо́н; povoljski ekonomítxeski raion) és una de les dotze regions econòmiques de Rússia. Té una superfície de 536.400 km².

## Composició
- República del Tatarstan
- Óblast d'Astracan
- Óblast de Volgograd
- Óblast de Penza
- Óblast de Samara
- Óblast de Saràtov
- Óblast d'Uliànovsk
- República de Calmúquia